# Michael van Orsouw
Michael van Orsouw (geboren 1965 in Zug) ist ein Schweizer Historiker und Schriftsteller.

## Leben
Michael van Orsouws Familie kam 1964 aus den Niederlanden in den Kanton Zug. Er ist als einziges von fünf Kindern in der Schweiz geboren. Er studierte Geschichte, Politologie und Niederlandistik an der Universität Zürich. Danach besuchte er die Ringier-Journalistenschule. Er promovierte in allgemeiner Geschichte.
Seit 1984 arbeitet er als freier Journalist und Buchautor. Er verfasste mehrere Theaterstücke, Hörspiele und andere dramatische Texte. Um die Jahrtausendwende arbeitete er als Kurator des Schlosses Meggenhorn. Michael van Orsouw ist seit 2003 mit Judith Stadlin verheiratet, sie haben drei Kinder. Zusammen mit ihr betreibt er das Kulturlabel Satz & Pfeffer und die Satz&Pfeffer-Lesebühne im Oswalds Eleven.

## Werke

### Literarische Werke
- mit Judith Stadlin: Alle Echte Orth. Geschichten aus Ortsnamen. Verlag Nagel+Kimche, Zürich 2018, ISBN 978-3-312-01065-3.
- mit Judith Stadlin: Der Kirschtote. Gorans zweiter Fall. Kriminalroman. Verlag Knapp, Olten 2017, ISBN 978-3-906311-33-3.
- mit Judith Stadlin: Rötelsterben. Gorans erster Fall. Kriminalroman. Verlag Knapp, Olten 2015, ISBN 978-3-906311-13-5.
- Dufour. Held wider Willen. Eine fiktive Autobiografie. Verlag Knapp, Olten 2014, ISBN 978-3-905848-85-4.
- mit Judith Stadlin: Spiel mir das Lied von Zug. Kurzgeschichten. Verlag Knapp, Olten 2012, ISBN 978-3-905848-59-5.
- mit Judith Stadlin: Vill Lachen-Ohnewitz. Geschichten aus Ortsnamen. Verlag Eichborn, Frankfurt 2010, ISBN 978-3-8218-6078-7.
- mit Judith Stadlin und Mike van Audenhove: Platz da... Verlag Chronos, Zürich 2006, ISBN 3-0340-0838-4.
- Die Städte-Rallye. Minimal-Geschichten, die die Landkarte schrieb. Verlag Helden, Zürich 2006, ISBN 3-905748-04-5.

### Sachbücher
- Sisis Zuflucht. Kaiserin Elisabeth und die Schweiz. Hier und Jetzt, Zürich 2023, ISBN 978-3-03919-592-3.
- Luise und Leopold. Skandalträchtige Habsburger in der Schweiz. Hier und Jetzt, Zürich 2021, ISBN 978-3-03919-533-6.
- Königliches Zug. Königliches aus dem Zugerland. Heller Druck & Verlag, Cham 2021, ISBN 978-3-033-08373-8.
- Blaues Blut. Royale Geschichten aus der Schweiz. hier + jetzt, Baden 2019, ISBN 978-3-03919-469-8.
- Das vermeintliche Paradies. Eine historische Analyse der Anziehungskraft der Zuger Steuergesetze. Chronos, Zürich 1995, ISBN 3-905311-87-9.
- Sonne, Molke, Parfümwolke Geschichte und Geschichten des Zuger Tourismus. Pacis, Zug 1997, ISBN 3-907514-52-1.
- 241-mal Barock in der Innerschweiz. Typen, Bauten, Kleinigkeiten, Maihof, Luzern, 2001, ISBN 3-9522033-4-3.
- Breitenbach. Geschichte einer Gemeinde, mit Markus Kocher. Breitenbach 2002.
- mit Astrid Baldinger: Spinnern und anderen Baarern. Band 2 der Ortsgeschichte Baar. Maihof, Baar 2002, ISBN 3-906970-01-9.
- mit Lukas Vogel: Goldglanz und Schatten. Die 1920er-Jahre in der Innerschweiz. AKS, Luzern 2005, ISBN 3-905446-01-4.
- Schau Schwyz Schweiz! Von Mythen und Menschen. Helden GmbH Zu Mensch und Ort, Zürich 2006 (übersetzt ins Frz. und Ital.). ISBN 978-3-905748-02-4.
- Der Zellstoff, auf dem die Träume sind. 350 Jahre «Papieri» Cham, Balmer, Cham 2007 (Engl.: Such Stuff as Dreams Are Made on). ISBN 978-3-85548-057-9.
- CHAM. Mensch, Geschichten, Landschaften, Balmer, Zug 2008, ISBN 978-3-85548-061-6.
- Der Kanton Zug zwischen 1798 und 1850: 23 Lebensgeschichten. Alltag und Politik in einer bewegten Zeit. Projektleitung und Redaktion. Balmer, Zug 1998, ISBN 3-85548-050-8.

### Biografien
- mit Judith Stadlin und Monika Imboden: George Page. Der Milchpionier. Verlag Neue Zürcher Zeitung, Zürich 2005, ISBN 3-03823-146-0.
- mit Judith Stadlin und Monika Imboden: Adelheid. Frau ohne Grenzen. Biografie der Adelheid Page-Schwerzmann, Verlag Neue Zürcher Zeitung, Zug/Zürich, 2003 (1. u. 2. Auflage), 2005 (3. Aufl.). ISBN 3-03823-145-2.